# Muzeum Farmacji Uniwersytetu Medycznego we Wrocławiu
Muzeum Farmacji Wydziału Farmaceutycznego Uniwersytetu Medycznego im. Piastów Śląskich we Wrocławiu – muzeum farmacji utworzone w listopadzie 2011, mieszczące się we Wrocławiu przy Kurzym Targu w XIII-wiecznej Kamienicy Pod Złotym Orłem we Wrocławiu znanej obecnie pod nazwą Dom Śląskiego Aptekarza.
Budynek od XIII w. aż do 1951 r. był siedzibą apteki i mieszkaniem dla aptekarza.